# Оператор Д’Аламбера
Оператор Д’Аламбера (оператор Даламбера, волновой оператор, даламбертиан) — дифференциальный оператор второго порядка
{\displaystyle \square u:=\Delta u-{\frac {1}{c^{2}}}{\frac {\partial ^{2}u}{\partial t^{2}}},}
где {\displaystyle \Delta } — оператор Лапласа, {\displaystyle c} — постоянная.
Иногда оператор пишется с противоположным знаком.
Имеет в декартовых координатах вид:
{\displaystyle {\frac {\partial ^{2}u}{\partial x^{2}}}+{\frac {\partial ^{2}u}{\partial y^{2}}}+{\frac {\partial ^{2}u}{\partial z^{2}}}-{\frac {1}{c^{2}}}{\frac {\partial ^{2}u}{\partial t^{2}}},}
позволяющий прямое обобщение на любую конечную размерность пространства — как больше, так и меньше трёх (такое обобщение носит также название оператора Д’Аламбера, с добавлением, если это не ясно из контекста, «{\displaystyle n}-мерный»).

В случае вектора оператор Даламбера приобретает вид:
{\displaystyle \square \mathbf {A} :=\Delta \mathbf {A} -{\frac {1}{c^{2}}}{\frac {\partial ^{2}\mathbf {A} }{\partial t^{2}}}},  где {\displaystyle \mathbf {A} } - вектор, {\displaystyle \mathbf {A} =A_{x}\mathbf {i} +A_{y}\mathbf {j} +A_{z}\mathbf {k} }
{\displaystyle \square \mathbf {A} :=\Delta A_{x}\mathbf {i} +\Delta A_{y}\mathbf {j} +\Delta A_{z}\mathbf {k} -{\frac {1}{c^{2}}}{\frac {\partial ^{2}}{\partial t^{2}}}(A_{x}\mathbf {i} +A_{y}\mathbf {j} +A_{z}\mathbf {k} )}
{\displaystyle \square \mathbf {A} :={\biggl (}{\frac {\partial ^{2}A_{x}}{\partial x^{2}}}+{\frac {\partial ^{2}A_{x}}{\partial y^{2}}}+{\frac {\partial ^{2}A_{x}}{\partial z^{2}}}{\Biggr )}\mathbf {i} +{\biggl (}{\frac {\partial ^{2}A_{y}}{\partial x^{2}}}+{\frac {\partial ^{2}A_{y}}{\partial y^{2}}}+{\frac {\partial ^{2}A_{y}}{\partial z^{2}}}{\Biggr )}\mathbf {j} +{\biggl (}{\frac {\partial ^{2}A_{z}}{\partial x^{2}}}+{\frac {\partial ^{2}A_{z}}{\partial y^{2}}}+{\frac {\partial ^{2}A_{z}}{\partial z^{2}}}{\Biggr )}\mathbf {k} -{\frac {1}{c^{2}}}{\frac {\partial ^{2}}{\partial t^{2}}}(A_{x}\mathbf {i} +A_{y}\mathbf {j} +A_{z}\mathbf {k} )}
Назван по имени Ж. Д’Аламбера (J. D’Alembert, 1747), который рассматривал его простейший вид при решении одномерного волнового уравнения.
Применяется в электродинамике, акустике и других задачах распространения волн (преимущественно линейных). Оператор Д’Аламбера (соответствующей размерности) входит в волновое уравнение любой размерности, составляя его основу, а также в уравнение Клейна — Гордона — Фока.
Нетрудно увидеть, что оператор Д’Аламбера есть обобщение оператора Лапласа на случай пространства Минковского.

## Запись в криволинейных координатах
Оператор Д’Аламбера в сферических координатах:
{\displaystyle {\frac {1}{r^{2}}}{\frac {\partial }{\partial r}}\left(r^{2}{\frac {\partial u}{\partial r}}\right)+{\frac {1}{r^{2}\sin \Theta }}{\frac {\partial }{\partial \Theta }}\left(\sin \Theta {\frac {\partial u}{\partial \Theta }}\right)+{\frac {1}{r^{2}\sin ^{2}\Theta }}{\frac {\partial ^{2}u}{\partial \varphi ^{2}}}-{\frac {1}{c^{2}}}{\frac {\partial ^{2}u}{\partial t^{2}}};}
в цилиндрических координатах:
{\displaystyle {\frac {1}{\rho }}{\frac {\partial }{\partial \rho }}\left(\rho {\frac {\partial u}{\partial \rho }}\right)+{\frac {1}{\rho ^{2}}}{\frac {\partial ^{2}u}{\partial \varphi ^{2}}}+{\frac {\partial ^{2}u}{\partial z^{2}}}-{\frac {1}{c^{2}}}{\frac {\partial ^{2}u}{\partial t^{2}}};}
в общих криволинейных координатах (для пространства-времени):
{\displaystyle \square u\equiv {\frac {1}{\sqrt {-g}}}{\frac {\partial }{\partial x^{\nu }}}\left({\sqrt {-g}}\,g^{\mu \nu }{\frac {\partial u}{\partial x^{\mu }}}\right),}
где {\displaystyle g} — определитель матрицы {\displaystyle \|g_{\mu \nu }\|}, составленной из коэффициентов метрического тензора {\displaystyle g_{\mu \nu }}.